# Bolgatanga
Bolgatanga (potocznie: Bolga) – stolica zarówno Okręgu Miejskiego Bolgatanga i Regionu Upper East w Ghanie, liczba ludności według szacunkowych danych z roku 2000 wynosi około 50.000. Bolga jest ważnym miastem pomiędzy Tamale (161 km na południe) i granicą państwową.

## Historia
Historycznie Bolgatanga była położona przy stacji końcowej starożytnego transsaharyjskiego szlaku handlowego. Wschodni szlak biegł przez północną Nigerię, zbiegając się niedaleko Bolgatanga ze szlakiem sahelskim, biegnącym z Mali przez Burkinę Faso. Na całej długości szlaku wyrabiano słomiane kosze, kapelusze i wachlarze oraz artykuły skórzane, metalową biżuterię i miejscowe stroje nazywane Fugu, które to towary były wymieniane na orzechy koli i sól.

## Życie w Bolgatanga
Główne grupy etniczne w Regionie Północno-Wschodnim dzielą się na: Mole Dagbon (74.5%), Grusi (8.5%), Mandé-Busanga (6.2%) i Gurma (3.2%). W grupie  Mole Dagbon występują podgrupy: Namnam (30.5%), Kusasi (22.6%), Nankani- Gurense (9.2%) i Builsa (7.6%).
Głównymi językami są  Gurene (Frafra), Kasina, Nankani, Buile, Kusal, Mampruli i Bisa.

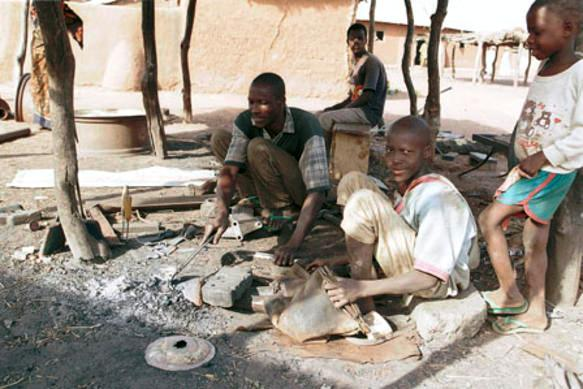
Kowale w Bolgatanga

Bolgatanga jest głównym miastem ludzi Gurene (zwanych też Gurunsi).
Kiedy Europejczycy przybyli do Bolga, wieśniacy witali ich ciepło słowami Ya Farafara, znaczącymi "witajcie" w mowie ojczystej. Ci Europejczycy, którzy nie mogliby zrozumieć ani mówić w języku Gurene zdecydowali się nazywać ludzi regionu słowem Frafra i tak ludzie Bolga stali się znanymi jako Frafra.
Dzisiaj, Bolga jest znana jako ośrodek rzemieślniczy północnej Ghany z wielkim centralnym rynkiem. W mieście i przylegających wsiach  działają najwięksi producenci artykułów skórzanych, słomianych koszy i koszul damskich w kraju. Artyści sprzedają swoje prace przy Bolgatanga Market. W mieście jest też muzeum, w którym znajdują się eksponaty historycznego znaczenia regionu.